# پارک ملی رتزات
پارک ملی رتزات (به لاتین: Retezat National Park) یک پارک ملی، ذخیره‌گاه زیست‌کره و منطقه حفاظت‌شده در رومانی است که در شهرستان هوندوارا واقع شده‌است.